# Karczunek (rzeka)
Karczunek – rów w województwie mazowieckim w północno-wschodniej części Wysoczyzny Rawskiej, prawy dopływ Pisi Tucznej (uchodzi w Skułach). 
Początek rowu znajduje się w miejscowości Julianów. Większa część biegu cieku znajduje się na terenie rezerwatu Las Skulski, w którym Karczunek tworzy stosunkowo rozległe rozlewiska, zwłaszcza w latach z dużą ilością opadów.
Jeszcze w drugiej połowie ubiegłego stulecia ciek nosił nazwę Korczunek.